# Rosilna
Rosilna (ukrainisch Росільна; russisch Росильна, polnisch Rosólna bzw. ab den 1890er Jahren Rosulna) ist ein Dorf in der ukrainischen Oblast Iwano-Frankiwsk mit etwa 3169 Einwohnern (2024).
Rosilna war bis 2017 die einzige Ortschaft der gleichnamigen, 33 km² großen Landratsgemeinde (Росільнянська сільська рада/Rosilnjanska silska rada) im Nordwesten des Rajon Bohorodtschany, am 21. Juli 2017 wurde das Dorf ein Teil der neugegründeten Landgemeinde Dswynjatsch (Дзвиняцька сільська громада/Dswynjazka silska hromada).
Am 12. Juni 2020 wurde das Dorf ein Teil des Rajons Iwano-Frankiwsk; bis dahin lag es im Rajon Bohorodtschany.
Die Ortschaft liegt im Osten der historischen Landschaft Galizien an der Territorialstraße T–09–02 im Tal der Sadschawka (Саджавка), einem 28 km langen, linken Nebenfluss der Bystryzja Solotwynska 15 km westlich vom Rajonzentrum Bohorodtschany und 34 km südwestlich vom Oblastzentrum Iwano-Frankiwsk.
Die ersten schriftlichen Erwähnungen des Dorfes finden sich in Quellen von 1785 bis 1788 (als Rossulna), er gehörte dann bis 1918 zum österreichischen Galizien.
Im Februar 1915 kam es im Ortsgebiet zu Kämpfen zwischen Truppen der russischen Armee und österreichisch-ungarischen Truppen.
Nach dem Ende des Ersten Weltkrieges kam der Ort zu Polen, war hier ab 1921 in die Woiwodschaft Stanislau, Powiat Nadwórna, Gmina Rosulna eingegliedert und wurde im Zweiten Weltkrieg erst von der Sowjetunion und ab 1941 bis 1944 von Deutschland besetzt und dem Distrikt Galizien angeschlossen. Nach der Rückeroberung durch sowjetische Truppen 1944 kam er 1945 wiederum zur Sowjetunion und wurde in die Ukrainische SSR eingegliedert, seit 1991 ist der Ort Teil der heutigen Ukraine.